# 알렉산다르 부치치

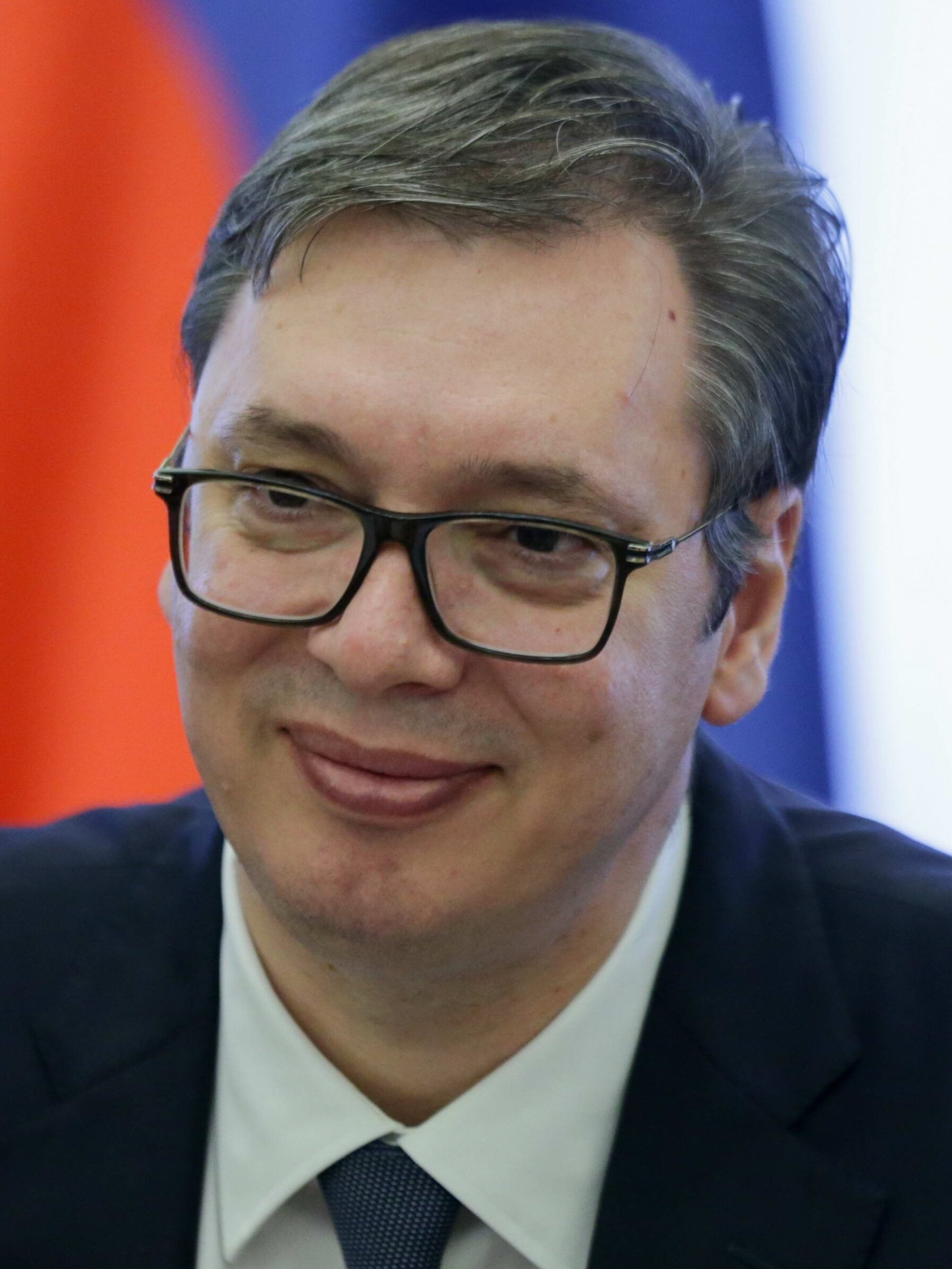
알렉산다르 부치치 (2019년)

알렉산다르 부치치(세르비아어: Александар Вучић / Aleksandar Vučić, 문화어: 알렉싼다르 부취츠, 1970년 3월 5일 ~ )는 세르비아의 정치인으로, 세르비아 진보당의 대표이며, 현재 세르비아의 5대 대통령이다.
전임 대통령과 사실상 마찬가지로 과거 세르비아 급진당의 구성원이었으며, 1998년 3월부터 2000년 10월까지 정보부 장관을 2012년 7월부터 2013년 9월까지 방위부 장관과 2012년 7월부터 2014년 4월까지 제1부총리를 같이 역임하였다.
2014년 4월부터 2017년 5월까지 총리를 지냈고, 2017년 세르비아 대통령 선거에서 진보당 후보로 출마, 55.06% 1위로 당선되어 세르비아의 제5대 대통령으로 취임하였다.